# Tiazolidindion
Tiazolidindioni ali glitazoni so skupina učinkovin, ki se uporabljajo kot peroralni antidiabetiki oziroma učinkovine za zdravljenje sladkorne bolezni v obliki za uporabo skozi usta. V svoji strukturi vsebujejo petčlenski obroč.
Delujejo kot agonisti receptorja, aktiviranega s peroksisomskim proliferatorjem gama (PPARγ), preko katerega povečajo občutljivost obkrajnih tkiv na inzulin ter znižajo ravni glukoze, trigliceridov in maščobnih kislin v krvi. Preko aktivacije PPARγ tiazolidindioni inducirajo sintezo glukoznih prenašalcev in povečajo privzem glukoze v skeletne mišice in maščobno tkivo in zmanjšajo glukoneogenezo v jetrih.
Med tiazolidindione spadata na primer pioglitazon in rosiglitazon.

## Klinična uporaba
Tiazolidindioni se uporabljajo za zdravljenje sladkorne bolezni tipa 2. So edine antidiabetične učinkovine, ki specifično izboljšujejo neodzivnost na inzulin. Podatki izpričujejo njihove koristi na zmanjšanje tveganja za srčno-žilne dogodke, povezane z neodzivnostjo na inzulin. Vendar pa njihovo uporabo omejujejo zlasti pomisleki glede varnosti.

## Naželeni učinki
Eden od najpomembnejših neželenih učinkov tiazolidindionov je zastajanje tekočine v telesu in nastajanje edemov, ki se pojavi pri do 20 % bolnikov. Ta neželeni učinek je povezan z velikostjo odmerka. Tveganje je večje pri bolnikih, pri katerih so bili edemi prisotni že pred uvedbo tiazolidindiona ter pri bolnikih, ki sočasno uporabljajo tudi inzulin. Pri teh bolnikih je potrebna posebna previdnost in zanje se priporoča uporaba najnižjih možnih odmerkov.
Uporaba tiazolidindionov je povezana tudi z nekaterimi hudimi neželenimi učinki, kot so hepatotoksičnost (škodljivo delovanje na jetra), toksičnost za ledvice in v kombinaciji z inzulinom tudi okvara srca, zaradi česar tiazolidindioni niso učinkovine prvega izbora za zdravljenje sladkorne bolezni tipa 2.

## Mehanizem delovanja
Tiazolidindioni delujejo tako, da se vežejo na receptor, aktiviran s peroksisomskim proliferatorjem gama (PPARγ); gre za vrsto jedrnih receptorjev. So agonisti omenjenega receptorja. Endogeni ligandi za PPARγ so maščobne kisline in eikozanoidi. Po aktivaciji se PPARγ v kompleksu z retinoidnim receptorjem X veže na DNK in spodbudi prepisovanje določenih genov, transkripcijo določenih drugih genov pa zavre. Glavni učinek spodbujenega oziroma zaviralnega delovanja na prepisovanje specifičnih genov je povečano skladiščenje maščobnih kislin v maščobne celice in s tem zmanjšanje ravni maščobnih kislin v krvnem obtoku. Posledično postanejo telesne celice pri pridobivanju potrebne energije za celične procese bolj odvisne od oksidacije ogljikovih hidratov, natančneje glukoze (krvnega sladkorja). Zato poleg ravni trigliceridov in maščobnih kislin zmanjšajo tudi ravni glukoze v krvi. 
Povečajo občutljivost tkiv na inzulin, v jetrih pa zavirajo glukoneogenezo.